# Derek Charles Robinson
Derek Charles Robinson (* 27. Mai 1941 auf der Isle of Man; † 2. Dezember 2002 in Oxford) war ein britischer Physiker, der sich mit kontrollierter magnetischer Kernfusion befasste. Seit 1996 leitete er das Fusionsenergie-Programm Großbritanniens als Direktor der entsprechenden Sparte bei der United Kingdom Atomic Energy Authority (UKAEA).

## Leben
Robinson studierte an der University of Manchester (wo er bei Brian Flowers studierte) und war danach ab 1965 an der britischen Kernforschungsanlage (Atomic Energy Research Establishment) in Harwell. Er studierte dort Plasmaturbulenz am Zeta-Fusionsexperiment (eine ab 1957 in Betrieb genommene große z-Pinch Anlage), worüber er bei Samuel Edwards promoviert wurde. Diese Forschungen trugen später zur Entwicklung des Reversed field pinch bei.
1968 war er ein Jahr am T3-Tokamak des Kurtschatow-Instituts in Moskau. Lew Andrejewitsch Arzimowitsch hatte britische Wissenschaftler aus Culham eingeladen, die damals spektakulären Erfolge ihres Tokamaks zu bestätigen und Robinson war Teil des Teams um Nicol Peacock, die die russischen Erfolge bestätigten (Robinson maß mit einem Laser das Temperaturprofil der Elektronen im Tokamak) und so dazu beitrugen, dass sich das Tokamak-Konzept für Kernfusion international durchsetzte. 
Ab 1970 war er am Culham-Forschungszentrum der UKAEA, wo er die treibende Kraft hinter einer Reihe von Fusionsexperimenten war: dem ersten britischen Tokamak, dem Compass Tokamak, und den Sphärischen Tokamaks (ursprünglich von Martin Peng vom Oak Ridge National Laboratory) START (ab 1991 operierend) und dessen Nachfolger MAST. 1990 wurde er britisches Mitglied des Joint European Torus (JET), der in Culham entstand. 1996 wurde er Mitglied von dessen Rat. 
Von 1996 bis zu seinem Tod war er Direktor für das Fusionsprogramm des UKAEA und in dieser Funktion auch aktiv in der Planung für den ITER. 
Er starb an Krebs.
1998 erhielt er die Faraday-Medaille (IOP). Er war Fellow der Royal Society (1994).
Er ist nicht mit dem australischen mathematischen Physiker Derek W. Robinson zu verwechseln.